# Валериу Муравчи
Валериу Федорович Муравски е съветски и молдовски политик и предприемач, министър-председател на Молдова през периода 1991 – 1992 г.

## Биография
През 1971 г. завършва Кишиневския политехнически институт на името на Лазо.
Работил е в Министерството на промишлеността на строителните материали на Молдовската ССР, където е бил началник на ценообразуването (1980 – 1984), началник на финансовия отдел (1984 – 1988) и икономически и административен директор, ръководител на икономическите тенденции (1988 – 1990).
През периода 1990 – 1991 г. е заместник министър-председател, министър на финансите в кабинета, ръководен от Мирча Друк.
На 28 май 1991 г. е назначен за министър-председател на Молдова. Ръководи кабинета на министрите по време на ескалацията на конфликта в Приднестровието. На 1 юли 1992 г. молдовският президент Мирча Снегур одобрява Андрей Сангели за министър-председател. Назначаването му е условие на „Конвенцията Елцин-Снегур“, което гарантира съставянето на правителство на „помирение“.